# East Bangor
East Bangor es un borough ubicado en el condado de Northampton en el estado estadounidense de Pensilvania. En el año 2000 tenía una población de 979 habitantes y una densidad poblacional de 503.5 personas por km².

## Geografía
East Bangor se encuentra ubicado en las coordenadas 40°52′47″N 75°11′06″O / 40.87972, -75.18500.

## Demografía
Según la Oficina del Censo en 2000 los ingresos medios por hogar en la localidad eran de $36,429 y los ingresos medios por familia eran $42,386. Los hombres tenían unos ingresos medios de $31,958 frente a los $22,188 para las mujeres. La renta per cápita para la localidad era de $20,056. Alrededor del 10.6% de la población estaba por debajo del umbral de pobreza.